# Bueyeros School
La Bueyeros School est une école américaine à Bueyeros, dans le comté de Harding, au Nouveau-Mexique. Construit en 1936 dans le style Pueblo Revival, l'édifice est inscrit au New Mexico State Register of Cultural Properties depuis le 26 janvier 1996 ainsi qu'au Registre national des lieux historiques depuis le 15 mars 1996.